# بيير فيربانك
بيير فيربانك (بالفرنسية: Pierre Fairbank) هو منافس ألعاب قوى فرنسي، ولد في 27 يوليو 1971 في Hienghène ‏ في فرنسا.

## روابط خارجية
- بيير فيربانك على موقع Paralympic.org (الإنجليزية)
- بيير فيربانك على موقع اللجنة البارالمبية الفرنسية (الفرنسية)